# Ernst Stankovski
Ernst Stankovski (ur. 16 czerwca 1928 w Wiedniu, zm. 26 stycznia 2022 w Klosterneuburgu) – austriacki aktor teatralny, telewizyjny i filmowy. Od 1949 roku wystąpił w ponad stu filmach. Stankovski zmarł w Klosterneuburgu w wieku 93 lat.

## Wybrana filmografia
- 1952: 1. April 2000, jako książę Austrii
- 1952: Abenteuer im Schloss, jako Raimund
- 1958: Człowiek, który zmienił swoje imię, jako Frank O'Ryan
- 1958: Grabber, jako Willy Goede
- 1958: Scala - totalnie szalona, jako pianista
- 1960: Kiedy wrzos kwitnie, jako Karl
- 1960: Dobry żołnierz Szwejk, jako nadporucznik Lukas
- 1962: Porucznik Gustl, jako porucznik Doschensky
- 1962: 42. Niebo, jako Emil "Marius" Wolkensinger
- 1966: Kostenpflichtig zum Tode verurteilt, jako Georg von Nalecz-Sosnowski
- 1969: Kuzyn Basilio, jako Reynaldo
- 1969: Wszystkie kocięta lubią podjadać, jako hrabia
- 1971: Kapitan, jako Meier-Pollex
- 1979: Pierwsza Polka, jako Wondrak
- 1979: Goetz von Berlichingen z Żelaznej Dłoni, jako Liebetraut
- 1982: Gastspieldirektion Gold, jako Johnny Klicker
- 1987: Rodzina Guldenbergów
- 1991: Klucz do nieba, jako dr Lukas Hoffmann
- 2002: Gebürtig, jako Karl Ressel
- 2003: Pastor Brown, jako biskup Lubic
- 2003: W legowisku lwicy, jako Manfred Fels
- 2007: Spóźniona dziewczyna, jako pan Nolde
- 2007: Czekanie na księżyc, jako stary człowiek
- 2008: Miesiąc miodowy mamy, jako wujek Theo
- 2012: Wszystko prócz miłości, jako Arthur Langer
- 2012: Przyjaciel na balkonie, jako Boris